# Порденоне (округ)
Округ Порденоне (итал. Provincia di Pordenone) је округ у оквиру покрајине Фурланија-Јулијска крајина у североисточној Италији. Седиште округа и највеће градско насеље је истоимени град Порденоне.
Површина округа је 2.178 км², а број становника 286.307 (по попису из 2001. године).

## Природне одлике
Округ Порденоне се налази у североисточном делу државе. Већи, јужни део округа је равничарски, део Падске низије. Северни део је брдско-планински, део јужних Алпа. Најважнији водоток је река Таљаменто, која чини источну границу округа.

## Становништво
По последњим проценама из 2008. године у округу Порденоне живи више око 310.000 становника. Густина насељености је преко 130 ст/км².
Поред претежног италијанског становништва у округу живи и доста досељеника, махом из источне Европе.

## Општине и насеља
У округу Порденоне постоји 51 општина (итал. Comuni).
Најважније градско насеље и седиште округа је град Порденоне (51.000 становника). Други по важности је град Сачиле (20.000 становника).